# Stelis
Stelis  es un género de abejas cortadoras de hojas, Megachilidae. Hay, por lo menos, 100 especies (en 7 subgéneros) en el género.

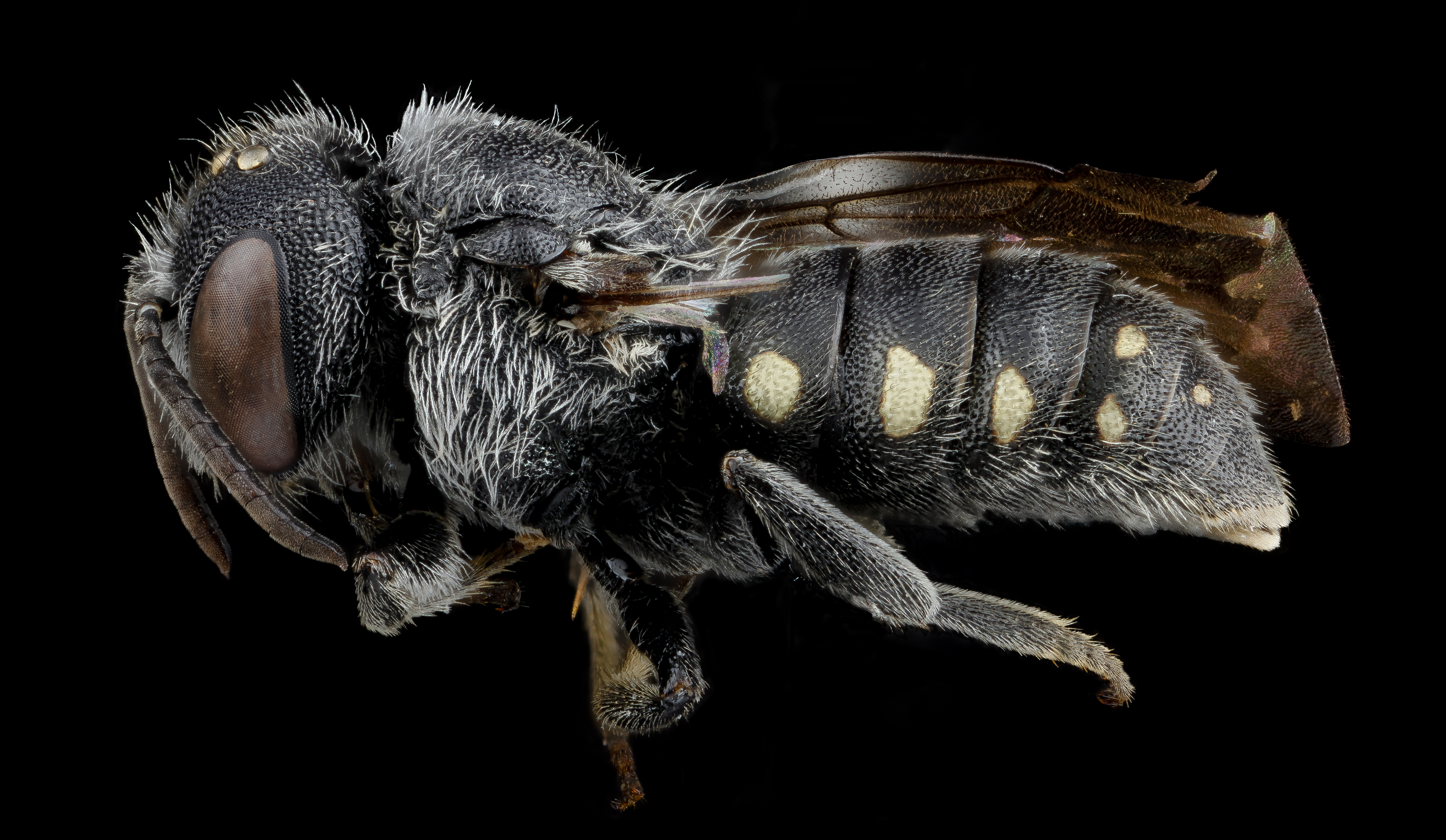
Stelis lateralis

 Son de distribución casi mundial, excepto Australasia y África ecuatorial.
Son cleptoparásitos de Megachile (Chelostomoides) spp. Los del subgénero Heterostelis son parasíticos de Trachusa.